# Уильямс, Эллен
Эллен Д. Уильямс (Ellen D. Williams; род. 5 декабря 1953, Ошкош, Висконсин) — американский учёный, физик и химик, специалист в областях химии поверхности и нанотехнологий.
Член Национальной АН США (2005), иностранный член Лондонского королевского общества (2016).
Доктор философии, заслуженный Университетский профессор Мэрилендского университета, где числится более трети века, в 2010—2014 гг. шеф-учёный BP и в 2014—2017 гг. директор ARPA-E.

## Биография
Окончила Университет штата Мичиган (бакалавр химии, 1976) и впоследствии удостоилась его почётной докторской степени (2016). В 1981 году получила степень доктора философии по химии в Калтехе. Затем в Мэрилендском университете: в 1981—1983 гг. исследовательский ассоциат у Robert L. Park, с 1983 года ассистент-, с 1987 года ассоциированный, с 1991 года полный профессор, заслуженный Университетский профессор с 2000 года, в 1993—1995 годах директор программы химической физики, в 1996—2009 гг. директор-основатель университетского MRSEC. В 2010—2014 гг. шеф-учёный компании BP (преемница в этой должности Steven E. Koonin), в те же годы приглашённый профессор Имперского колледжа. В 2014 году старший советник министра энергетики. В 2014—2017 гг. директор ARPA-E.
Фелло Американской академии искусств и наук (2003), Американского физического общества (1993), Американского вакуумного общества (1993), Japan Society for the Promotion of Science (1996).
С 2003 года входила в совет рецензирующих редакторов Science.
Соавтор America’s Strategic Posture (2009).

## Награды и отличия
- Presidential Young Investigator Award[англ.] (1984)
- Maria Goeppert-Mayer Award[англ.] Американского физического общества (1990)
- Outstanding Woman of the Year Мэрилендского университета (1996)
- E.W. Mueller Award, University of Wisconsin Milwaukee (1996)
- David Adler Lectureship Award in the Field of Materials Physics[англ.] Американского физического общества (2001)
- MRS David Turnbull Lectureship Award (2003)
- Women in Science, Technology, Engineering and Production Award, Manufacturing Institute (2013)
- Лектор имени Читема Калифорнийского университета в Санта-Барбаре (2014)
- Distinguished Alumnus Award Калтеха (2016)[4]
- Fred Kavli Distinguished Lectureship in Materials Science (2016)